# Ігнатьєва Тетяна
Тетяна Ігнатьєва (біл. Таццяна Ігнацьева, рос. Татьяна Игнатьева; 11 червня 1974 р., Мінськ) — колишня білоруська тенісистка.
Ігнатьєва виграла один турнір $ 75000 в одиночному в МТФ турі під час своєї кар'єри. 9 серпня 1993 року вона досягла свого найкращого рейтингу в одиночному розряді серед світових тенісисток — №91. 12 серпня 1991 року вона досягла світового номеру 570 у парному рейтингу.
Ігнатьєва має 13–11 рекордів у складі збірної Білорусі в Кубку ФРС і виступала в основному жеребкуванні всіх чотирьох Великих шлемів.

## Фінали ITF (1–3)

### Одиночний розряд (1–2)
| Легенда          |
| ---------------- |
| Турніри $100 000 |
| Турніри $75 000  |
| Турніри $50 000  |
| Турніри $25 000  |
| Турніри $10 000  |

| Фінали за поверхнею |
| ------------------- |
| Хард (0–1)          |
| Глина (1–1)         |
| Трава (0–0)         |
| Килим (0–0)         |

| Результат  | №  | Дата                | Турнір        | Поверхня | Противник           | Рахунок       |
| ---------- | -- | ------------------- | ------------- | -------- | ------------------- | ------------- |
| Поразка    | 1. | 20 липня 1992 року  | Роанок, США   | Хард     | Ай Сугіяма          | 2–6, 3–2, ст. |
| Переможець | 1. | 1 серпня 1994 року  | Сопот, Польща | Глина    | Сандра Допфер       | 2–6, 6–3, 6–2 |
| Поразка    | 2. | 19 серпня 1996 року | Київ, Україна | Глина    | Євгенія Куліковська | 1–6, 5–7      |

### Парний розряд (0–1)
| Легенда          |
| ---------------- |
| Турніри $100 000 |
| Турніри $75 000  |
| Турніри $50 000  |
| Турніри $25 000  |
| Турніри $10 000  |

| Фінали за поверхнею |
| ------------------- |
| Хард (0–0)          |
| Глина (0–1)         |
| Трава (0–0)         |
| Килим (0–0)         |

| Результат | №. | Дата                | Турнір             | Поверхня | Партнер      | Суперники                   | Рахунок  |
| --------- | -- | ------------------- | ------------------ | -------- | ------------ | --------------------------- | -------- |
| Поразка   | 1. | 15 жовтня 1990 року | Супетар, Югославія | Глина    | Ірина Сухова | Івона Горват Ева Мартінцова | 3–6, 3–6 |

## Юніорські фінали Великого шолома

### Одиночний розряд дівчат
| Результат | Рік  | Чемпіонат                   | Поверхня | Суперник          | Рахунок  |
| --------- | ---- | --------------------------- | -------- | ----------------- | -------- |
| Поразка   | 1990 | Відкритий чемпіонат Франції | Глина    | Магдалена Малеєва | 2–6, 3–6 |

### Парний розряд дівчат
| Результат | Рік  | Чемпіонат                   | Поверхня | Партнер      | Суперники                       | Рахунок  |
| --------- | ---- | --------------------------- | -------- | ------------ | ------------------------------- | -------- |
| Поразка   | 1990 | Відкритий чемпіонат Франції | Глина    | Ірина Сухова | Руксандра Драгомір Іріна Спирля | 3–6, 1–6 |